# Yaloké
Yaloké est une localité et une commune rurale d'élevage de République centrafricaine située dans la préfecture de Ombella-M'Poko. Elle en constitue, avec la commune de Guézéli et les villages qui leur sont rattachés, l'une des six sous-préfectures.

## Géographie
Yaloké est située sur la route nationale RN3, axe reliant Bangui au Cameroun par Garoua-Boulaï, à 225 km au nord-ouest de Bangui, à 60 km à l'ouest de Bossembélé et à l'est de Bossemptélé.
| Guézéli |             |            |
| Mbali   | Yaloké      | Bossembélé |
|         | Boganangone |            |

## Histoire

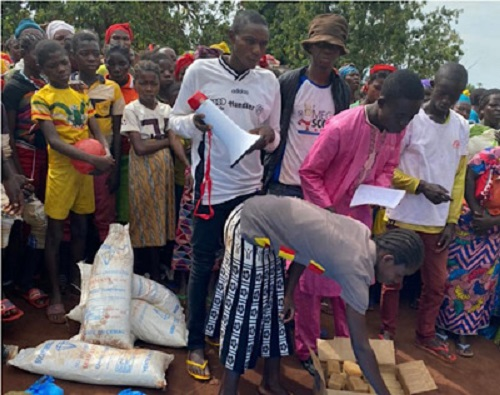
Déplacés à Yaloké en 2022

- À partir de 1936, les éleveurs Mbororo s'installent dans la région de Yaloké[3].
- Le 23 janvier 1961, Yaloké est un poste de contrôle administratif de la sous-préfecture de Bossembélé[4].
- En mai 2002, le poste de contrôle administratif est érigé en sous-préfecture.

## Administration
La sous-préfecture de Yaloké est constituée de deux communes : Yaloké et Guézéli. En 2003, la population de la commune de Yaloké est de 26 524 habitants.

### Quartiers
La population urbaine de la ville de Yaloké est de 14 307 habitants et constituée de 18 quartiers : Bobandoro 1, Bobandoro 3, Bobandoro 4, Bobandoro 5, Bobandoro 6, Bobandoro 7, Bobandoro 8, Bodoukpa 2, Bogbara 2, Bogbara 3, Bogboyo 2, Bosso, Cote d'Ivoire, Foulbé, Gbaya Bossangoa 1, Maroua, Ngbakamandja, Quartier Banda.

### Villages
Un peu moins de la moitié de la population de la commune est constituée des 12 217 habitants de la population rurale. Elle compte une cinquantaine de villages : Banengué, Bekagbassem, Bekamoule, Boane, Boani, Bobandoro 2, Boboua, Bodanga 1, Bodiki, Bodoli, Bodoukpa 1, Bodoukpa 3, Bofili, Bogban 1, Bogban 2 Rca, Bogbara 1, Bogbayélé 1, Bogbayélé 2, Bogboyo 1, Boho, Bokédé 1, Bokédé 2, Bokédé 3, Bokengué 1, Bokengué 2, Bokotto, Bongbalo 1, Bongbalo 2, Bossenforo 1, Bossenforo 2, Bossewi, Botouni 1, Botouni 2, Bozaka, Djobé, Gbabelekala, Gbafou, Gbamboye, Gbapi, Mbotto, Mobili, Sayeré Abbo, Seyango 1, Seyango 2, Seyango 3, Yengué, Zalapia 2.

## Société

### Cultes
Depuis 1992, Yaloké est le siège de la paroisse catholique, Saint Joseph de Yaloké. Elle dépend de la doyenné de Bossembélé, dans l'archidiocèse de Bangui.

## Économie

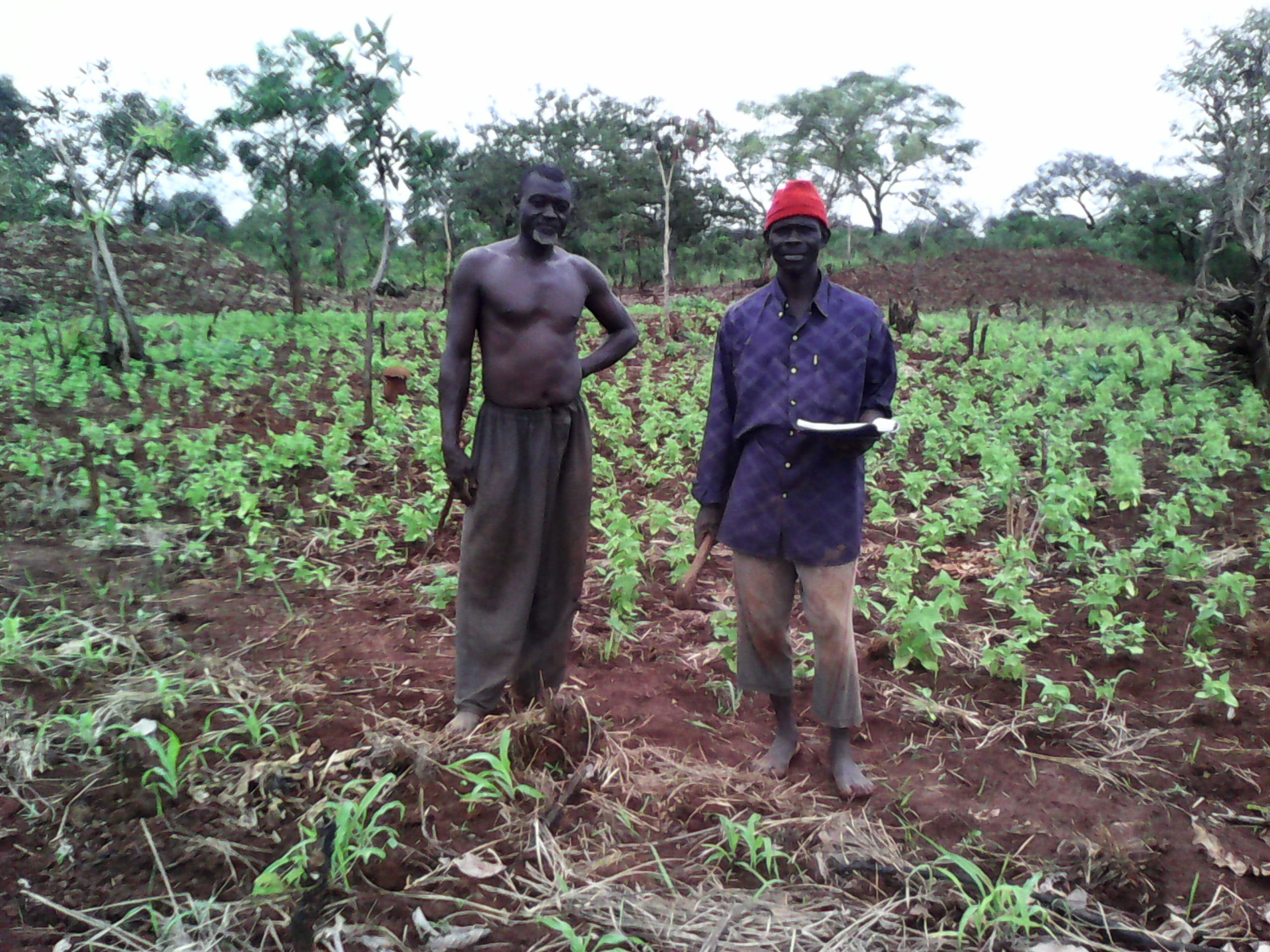
Parcelles semencières de haricot à Yaloké